# 鴻池祥肇
鴻池 祥肇（こうのいけ よしただ、1940年11月28日 - 2018年12月25日）は、日本の政治家。位階は正三位。
内閣官房副長官（麻生内閣）、防災担当大臣兼構造改革特区担当大臣（第1次小泉第1次改造内閣）、沖縄開発政務次官（宮澤内閣・宮澤改造内閣）、参議院デフレ脱却・財政再建特別委員長、同平和安全法制特別委員長、同国家基本政策委員長、同予算委員長、同決算委員長、同国旗・国歌特別委員長、同建設委員長、参議院議員（4期）、衆議院議員（2期）、自由民主党参議院国会対策委員長、社団法人日本青年会議所会頭などを歴任。
兵庫県尼崎市出身。神戸大学附属住吉小・中学校、兵庫県立神戸高等学校を経て、早稲田大学教育学部卒業。

## 政歴

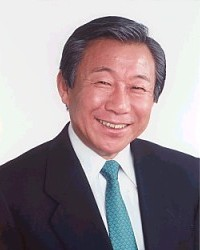
入閣時に公表された画像

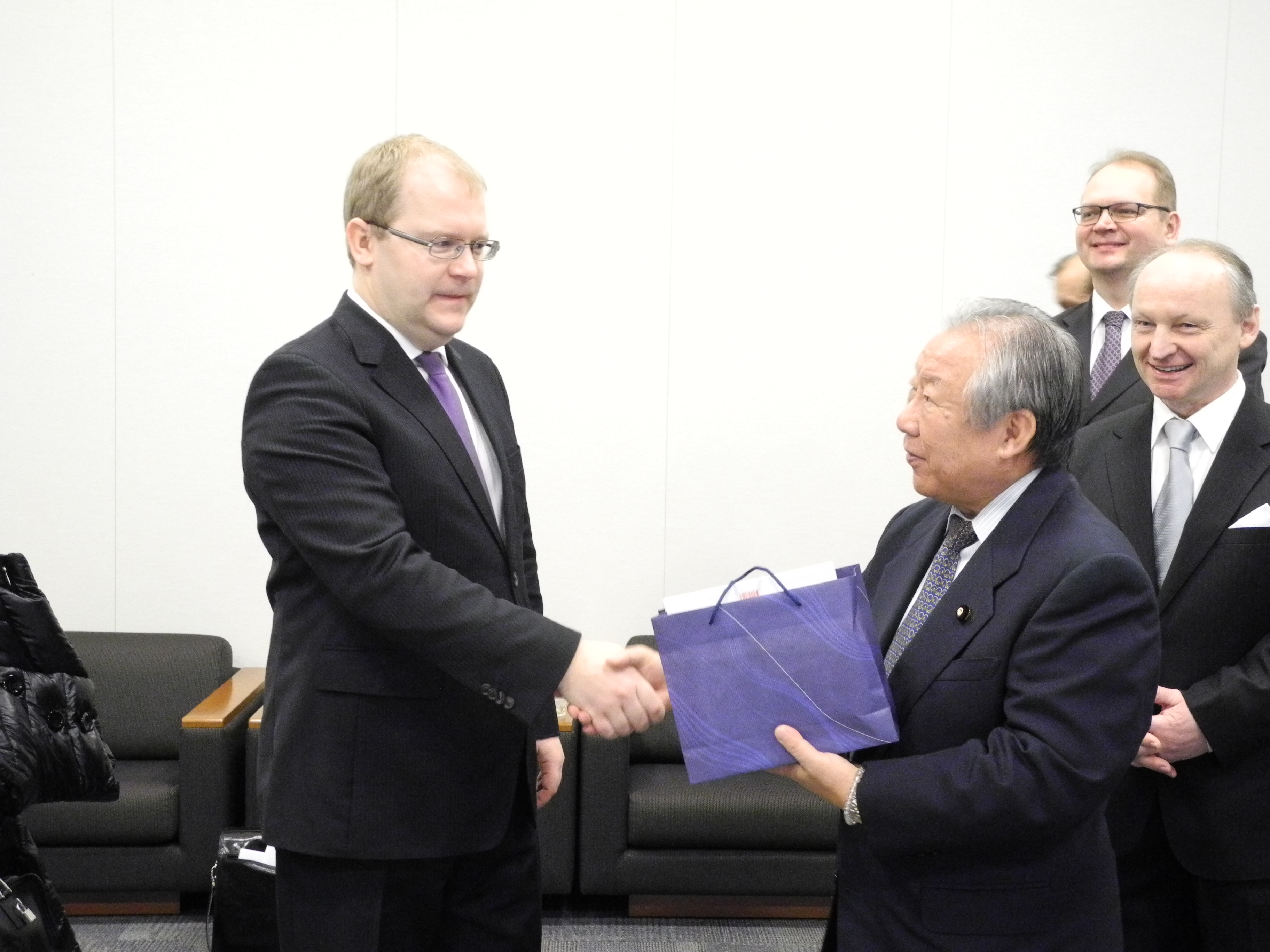
2014年、エストニアのパエト外務大臣と

日本青年会議所会頭を経て、1986年の第38回衆議院議員総選挙で旧兵庫2区より初当選。党内では河本派に属し、沖縄開発政務次官などを務める。3選を目指した1993年の第40回衆議院議員総選挙で落選後、1995年の第17回参議院議員通常選挙にて参議院議員に転じ、4期務めた。1996年6月から1997年6月まで参議院建設委員長、1999年8月参議院国旗及び国歌に関する特別委員長、2000年12月から2002年9月まで自民党参議院国会対策委員長を務め、2002年9月30日発足の第1次小泉改造内閣で、構造改革特区担当大臣、防災担当大臣として初入閣。翌2003年6月、青少年育成推進本部副本部長（青少年政策の担当大臣職追加）。同年9月22日、内閣再改造により大臣を退任。2003年9月から2005年10月まで参議院決算委員長。
参議院議員転身後は無派閥を通していたが、2006年、国会議員以前から盟友関係にある麻生太郎が麻生派を旗揚げする際にこれに参加し、同派副会長に就任した。2007年9月、参議院予算委員長に就任。
2008年9月、麻生内閣で内閣官房副長官（政務担当）に就任。その後、間質性肺炎のため入院、2009年5月13日に辞職した。
2018年5月10日、麻生派の会合において、高齢や体調面の問題を理由に2019年の次期参院選に立候補せず、政界から引退する考えを表明した。しかし、参議院議員として任期を全うすることなく同年12月25日16時39分、間質性肺炎のため、東京都の病院で死去。78歳没。後日の閣議により、死没日付をもって正三位に叙し、旭日大綬章を追贈した。参議院では5年ぶりとなった哀悼演説は福山哲郎が務めた。
なお、祥肇の長男で公設秘書の鴻池肇一の公認を自民党兵庫県連に申請していたが、肇一は県連での選挙で兵庫県議会議員の加田裕之に敗れ、落選した。

## 主張、活動
- 平和安全法制について、「改正し、自衛隊の海外派遣をより制限すべきだ」としている[15]。
- 日本国憲法第9条の改正に反対だが、日本国憲法の改正には賛成している[15]。
- 日本国憲法への緊急事態条項の追加に反対[15]。
- 日本の環太平洋戦略的経済連携協定（TPP）参加に賛成[15]。
- 沖縄県宜野湾市の普天間飛行場は、沖縄県内の別の場所に移設すべきとしている[15]。
- 日本の核武装について「将来にわたって検討すべきでない」としている[15]。
- 選択的夫婦別姓制度導入に反対[16]。

### 郵政民営化反対
郵政国会において当初は「郵政民営化法案は議論が不十分であり、どちらかと言えば、消極的反対である。」と主張していたが、自民党執行部が造反者に除名を含めた厳しい処分をちらつかせ締め付けを強めると、これに反発。第1次小泉改造内閣成立当時からの盟友である青木幹雄・片山虎之助らの説得を受けるが意見を覆さず、態度を硬化させ、讀賣テレビ放送『たかじんのそこまで言って委員会』で、真っ先に郵政民営化法案反対を打ち出した。放送は中部地方から西日本の地域限定での放送（当時）だが、全国紙に発言が記事に載るなど物議を醸した。
2005年8月8日の郵政民営化法案の参議院本会議では反対票を投じた。その際、メディアのインタビューにて、「（執行部の締め付けに屈して法案を可決させた）衆院は、フライパンの上でバタバタしているヒヨコのようだ」「郵政法案は、船全体が沈もうとしているときに、船長室のペンキを塗りなおしているようなものだ」と法案を批判したが、小泉純一郎が衆議院を解散させ、メディアが一斉に自民党圧勝の予想を伝え始めると、選挙投票日3日前の9月9日に、それまでの意見を一転させ、2005年衆院選で与党が過半数を維持した場合、選挙後の特別国会に提出される郵政民営化法案に「民意」を尊重して賛成すると意思を表明した。この後、同様に法案に反対票を投じた中曽根弘文も賛成の意思を表明し、続々と反対していた他の参議院議員たちも「民意」という言葉を口に出し態度を変えていった。

#### 政治資金に関する不祥事への批判
第21回参議院議員通常選挙での与党敗北の一因として、相次いで発生した安倍内閣閣僚の不祥事を指摘している。「自民惨敗の大要因である『政治と金』の風邪発熱が安倍内閣の閣僚に次々と感染し」ていると批判し、事務所職員が党の政治資金を私的流用していた内閣官房長官塩崎恭久を「だらし内閣感冒長官」と揶揄している。

#### 会期延長への批判
2007年6月、安倍内閣が第166回国会での国家公務員法改正案成立を指示したため、自由民主党は国会会期延長の検討を始めた。しかし、会期延長を行うと第21回参議院議員通常選挙の日程が変更（1週間繰り延べ）される見通しとなったため、鴻池は「日程的には100％不可能な法案を無理に参院へ送って成立をさせよ、その為には『参院選挙』の日程も変更してでもとは…。」と嘆き、首相官邸スタッフに対し「苦労知らずの『仲良し官邸団』の諸君よ。参院は官邸の下請けと違うんやで」と苦言を呈した。また、第21回参議院議員通常選挙の見通しとして「参院選挙の会期延長した時は、2回とも大敗してる」とも指摘した。

### 予算委員長時代の活動
2007年9月に予算委員長に就任。
2008年3月14日の予算委員会で、国土交通副大臣・松島みどりの津田弥太郎の質問に対する答弁が自己の選挙区の事情を述べるなどして長くなった。揮発油税暫定税率への見解変化に関する質問であったが、話が原発周辺の緊急用道路整備に飛ぶに及んで鴻池も目に余ると判断し、松島に簡潔に答えるよう指示した。しかし、松島は答弁を継続。結局、「答弁を打ち切りなさい！」と鴻池が何度も大声で命令したにもかかわらず、松島は与党理事が直接制止するまで答弁を続けたため、「予算委員会を冒涜した」として委員長権限で異例の委員会出入り禁止処分を受けた。委員会審議終了後に松島は謝罪に訪れたが鴻池には会えず、鴻池は「私が委員長の間は委員会室に入れない」と述べた。これに対し、野党である民主党から鴻池の対応を評価する声が上がった。

### 参議院幹事長への指名～否決
2011年9月、辞意を表明した参議院幹事長・小坂憲次の後任に参議院議員会長の中曽根弘文から指名され、中曽根は「鴻池幹事長・山本一太政策審議会長」の人事案を自民党参議院特別総会に提出したが、票数は賛成31・反対41・無効6で人事案は否決された。結局中曽根は町村・額賀・古賀3派が推す溝手顕正を参議院幹事長に、岩城光英を参議院政審会長に起用したため、鴻池の参院幹事長就任はならなかった。

## 発言
- 2003年7月11日、閣議後の記者会見で長崎男児誘拐殺人事件について「嘆き悲しむ（被害者の）家族だけでなく、犯罪者の親も（テレビなどで）映すべきだ」「親を市中引き回しの上、打ち首にすればいい」と発言[25][26]。当時、鴻池は閣僚であり青少年育成推進本部副本部長を務めていたため、この発言が物議を醸した。一方で、一部報道では鴻池の発言を支持する声も多数寄せられたと伝えられた[27]。
- 2003年7月18日の衆議院予算委員会にて、東京都で発生した4女児監禁事件（プチエンジェル事件）に触れ、「少女4人も、加害者か被害者か分からない」と発言[28][29]。委員長の藤井孝男から真意を問いただされ[30]、発言を撤回した[31][28]。
- 2008年12月6日、大分県杵築市の講演で、「『日教組が悪い』という中山さん（中山成彬）は正しい。文部科学省、あんな役所いらんと思うくらい、ろくなやつがおらん」と述べ日教組や文部科学省を批判。同月8日、内閣官房長官の河村建夫から注意を受けた[32]。鴻池は、「擁護はしていないが極めてうちわの会合で、自分の気持ちを吐露した。大分県は教育が非常に混乱しているので批判した」「日本の教育問題は、すべて日教組が悪いわけではないが、その一因があるとの思いが強い表現になった」としている[32]。
- 2013年11月7日、為公会の会合で、園遊会の席上明仁天皇に書簡を手交し、のち右翼団体を称する人物から折り畳みナイフが郵送された山本太郎について「天誅を加えるべきだ」、14日の会合でも「切腹用の刀が送られたそうだ」「犯人は私ではない。私は近くに寄って、すぱっといくから。間接的な殺人はしない」と発言[33]。
- 2015年9月19日、参院特別委員会委員長として、いわゆる平和安全法制の参議院での審議を務めた。委員会での法案通過前夜、反対する野党議員に理事会室前を埋め尽くされた際には、部屋から出て委員会室に向かうことを「君みたいに大きな人が出ていって女性が倒れてケガをしたらどうするのか」として、開始予定時間から約22時間に渡って拒み続けた。鴻池は前後し、「時には野党寄りと非難されたが、どうしても不備な答弁が目立った気がする。今後、謙虚に（批判に）もう一度耳を傾けてもらいたい」と発言した[34]。

### 森友学園問題
国有地が学校法人森友学園に格安で売却された件を巡っては、鴻池は2017年3月1日の夜に記者会見を開き、同学園理事長の籠池泰典と面識があることを明かした上で、2014年4月に面会した際に「封筒のようなものを差し出された」と証言した。「一瞬で「金だ」とわかった。だからそれを取って、「無礼者」と言った。（中略）それが、カネか、コンニャクだったか、天ぷらか、ういろうか、知らん。確かめてへんのだから。しかし現実として、私が手に持って投げ返した」と述べ、金銭の受け取りや口利きなどの関与については否定し、「野党がんばれ、学校を作らせたらいかん」と述べた。一方で学園側は鴻池に渡そうとしたのは計3万円の商品券であったと明らかにした上で、「あいさつの意味で、お願いではない」などとして収賄を否定。また、逆に鴻池側から献金や寄付の強要があったと主張した。

## 不祥事

### 女性問題
- 2009年1月15日発売の「週刊新潮」に、鴻池官房副長官の「議員宿舎」に泊まる超一流企業の「美人妻」と題した写真付きの記事が報じられた。同日、内閣官房長官の河村建夫から首相官邸に呼び出され、「政府の中枢にある人が誤解されるのは不適切だ」と厳重注意を受けた。
- 2009年1月22日発売の「週刊新潮」に、「議員宿舎妻鴻池官房副長官に今度は機密漏洩疑惑」との記事が掲載された。
- 2009年5月13日発売の「週刊新潮」に、4月28日に女性と静岡県の熱海温泉へ旅行、30日まで同じ部屋で宿泊し、その際、国会議員に与えられるJR無料パスを使ったことを報じた記事が掲載された。同時期は新型インフルエンザの緊迫した時期でマスコミなどから批判された。

こうした状況を受け、首相の麻生太郎はあくまで健康問題が原因の辞任であるとの見解を示したものの、事実上は一連の不祥事の責任を取る形で内閣官房副長官を更迭した。その後、自民党兵庫県連は鴻池を処分として最も重い除籍とした。県連によれば、所属国会議員の除籍は初めて。その後、2010年8月30日に県連復帰が決まった。

## 略歴
- 1940年 - 誕生。
- 1977年 - 尼崎青年会議所理事長。
- 1980年 - 日本青年会議所会頭。
- 1986年 - 第38回衆議院議員総選挙初当選。
- 1990年 - 第39回衆議院議員総選挙再選。
- 1991年 - 沖縄開発政務次官。
- 1993年 - 第40回衆議院議員総選挙落選。
- 1995年 - 第17回参議院議員通常選挙1期目当選。
- 1996年 - 参議院建設委員長。
- 1999年 - 参議院国旗・国歌に関する特別委員長。
- 2000年
  - 自由民主党兵庫県支部連合会会長。
  - 自由民主党参議院国会対策委員会委員長。
- 2001年 - 第19回参議院議員通常選挙2期目当選。
- 2002年 - 防災担当大臣。
- 2003年
  - 構造改革特区担当大臣。
  - 参議院決算委員長。
  - 自由民主党兵庫県支部連合会会長。
- 2004年 - 参議院決算委員長。
- 2006年 - 為公会副会長。
- 2007年
  - 第21回参議院議員通常選挙3期目当選。
  - 参議院予算委員長。
- 2008年 - 内閣官房副長官。
- 2010年
  - 参議院国家基本政策委員長。
  - 自由民主党参議院改革本部長。
- 2011年 - 参議院国民生活・経済・社会保障に関する調査会会長。
- 2012年 - 自由民主党兵庫県支部連合会副会長。
- 2013年 - 第23回参議院議員通常選挙4期目当選。
- 2018年12月25日 - 78歳で死去[4][5]。

## 選挙歴
| 当落 | 選挙                     | 執行日         | 年齢 | 選挙区    | 政党       | 得票数     | 得票率 | 定数 | 得票順位 /候補者数 | 政党内比例順位 /政党当選者数 |
| ---- | ------------------------ | -------------- | ---- | --------- | ---------- | ---------- | ------ | ---- | ------------------ | ---------------------------- |
| 落   | 第37回衆議院議員総選挙   | 1983年12月18日 | 43   | 旧兵庫2区 | 無所属     | 5万9413票  | 7.6%   | 5    | 8/10               | /                            |
| 当   | 第38回衆議院議員総選挙   | 1986年07月06日 | 45   | 旧兵庫2区 | 自由民主党 | 11万1013票 | 13.7%  | 5    | 4/8                | /                            |
| 当   | 第39回衆議院議員総選挙   | 1990年02月18日 | 49   | 旧兵庫2区 | 自由民主党 | 13万5461票 | 14.9%  | 5    | 2/10               | /                            |
| 落   | 第40回衆議院議員総選挙   | 1993年07月18日 | 52   | 旧兵庫2区 | 自由民主党 | 9万7747票  | 10.8%  | 5    | 6/7                | /                            |
| 当   | 第17回参議院議員通常選挙 | 1995年07月23日 | 54   | 兵庫県    | 自由民主党 | 37万9665票 | 22.9%  | 2    | 2/7                | /                            |
| 当   | 第19回参議院議員通常選挙 | 2001年07月29日 | 60   | 兵庫県    | 自由民主党 | 88万2584票 | 39.3%  | 2    | 1/8                | /                            |
| 当   | 第21回参議院議員通常選挙 | 2007年07月29日 | 66   | 兵庫県    | 自由民主党 | 86万568票  | 34.9%  | 2    | 2/5                | /                            |
| 当   | 第23回参議院議員通常選挙 | 2013年07月21日 | 72   | 兵庫県    | 自由民主党 | 86万8069票 | 37.8%  | 2    | 1/7                | /                            |

## 家系
大伯父は、鴻池組の創業者で関西の侠客として知られた鴻池忠治郎。祖父は、忠治郎の弟で同じく侠客の鴻池藤太郎。父は、尼崎鴻池組や尼崎港運社長を経て尼崎市議、兵庫県議を務めた鴻池勝治。
戦国大名尼子氏の家臣山中幸盛（鹿介）の子孫を自称している。
建設会社の鴻池組は、明治四年に鴻池忠治郎が建設と運輸をおこなう会社として創業したもので、鴻池善右衛門一族による鴻池財閥とはまったく無関係である。

## 所属団体・議員連盟
- 日本会議国会議員懇談会[43]
- 神道政治連盟国会議員懇談会[43]
- みんなで靖国神社に参拝する国会議員の会[43]
- 創生「日本」[43]
- 天皇陛下御即位二十年奉祝国会議員連盟（常任幹事）
- 兵庫県ウエイトリフティング協会会長

## 著書
- 『いま、日本病を撃て : 傍観者の時代への訣別』徳間書店、1980年9月30日。NDLJP:12240211。
- 『お天道さんは見てござる』幻冬舎ルネッサンス。